# Остряков, Александр Николаевич
 Александр Николаевич Остряков  (14 августа 1871, Бугуруслан, Оренбургская губерния, Российская империя — 25 декабря 1951, Сочи, Краснодарский край, СССР) — агрохимик, почвовед, профессор Казанского университета.

## Биография
Родился в 1871 году в Оренбургской губерния. После окончания курса в Казанской второй гимназии, поступил на естественное отделение физико-математического факультета Казанского университета. Удостоившись 1 июня 1894 года диплома 1-й степени, осенью того же года поступил в Московский сельскохозяйственный институт и в 1898 году окончил в нём курс со званием агронома 1-го разряда. В том же году 23 февраля причислен к департаменту земледелия сверхштатным чиновником. 16 мая 1898 года определен департаментом земледелия на должность старшего помощника директора Костычевской сельскохозяйственной опытной станции в Новоузенском уезде Самарской губернии.
В конце 1900 года выдержал экзамены на степень магистра агрономии и 21 декабря того же года, после прочтения пробных лекций, получил от физико-математического факультета Казанского университета свидетельство на право преподавания по кафедре агрономии в звании приват-доцента. 2 января 1901 года зачислен в число приват-доцентов Казанского университета.
Арестован 14 января 1931 года. Обвинён по статьям 58-7, 58-11 Уголовного кодекса СССР («участник вредительской организации»). Приговорён Коллегией ОГПУ 19 января 1932 года к 3 годам ссылки в Казахстан.
Скончался в Сочи в 1951 году.
Реабилитирован 1 сентября 1988 года.

## Труды
- Влияние условий поверхностного увлажнения на процессы почвообразования в сухих областях : Исслед. А. Острякова. Казань : типо-лит. Имп. ун-та, 1905.
- О дефектах работы С. П. Кравкова: «Материалы к изучению процессов разложения растительных остатков в почве» / Проф. А. Н. Остряков. Казань : типо-лит. Имп. ун-та, 1909.
- Краткий отчет о научной командировке в Батумскую область в 1911 г. / [Соч.] Проф. А. Н. Острякова. Казань : типо-лит. Имп. ун-та, 1911.
- Вольтерсфосфат : Опыты приготовления его из казан. фосфорита и выяснения удобрит. значения : (Статья в качестве отчета Деп. земледелия) / А. Н. Остряков, проф. агрономии в Имп. Казан. ун-те Казань : Типо-лит. Имп. ун-та, 1912.
- Несколько опытов вытеснения из почвы раствора жидкостью / Проф. А. Остряков. Казань : Типо-лит. Имп. ун-та, 1912.
- Опыты получения термофосфатов и испытание их / [Проф. А. Остряков]. Казань : типо-лит. Имп. ун-та, 1913.
- Опыты с разложением навоза / [Проф. А. Остряков]. Казань : типо-лит. Имп. ун-та, 1913.
- К познанию латеритных почв : Ч. 1- / А. Остряков, и. д. э. о. пр. агрономии в Казан. ун-те Казань : Типо-лит. Ун-та, 1915 (обл. 1918)-1917 (обл. 1918)-1917.
- Вегетационные и полевые опыты с термофосфатом и др. минеральными удобрениями в 1913 году / [А. Остряков]. Казань : типо-лит. Имп. ун-та, 1914.
- Об учреждении Агрономического института в Казани : (Докл. Имп. Казан. экон. о-ву) / А. Н. Остряков, проф. агрономии Имп. Казан. ун-та [Казань, 1914].
- Полевые и вегетационные опыты 1914 года с минеральными удобрениями и различными сортами навоза / [Проф. А. Остряков]. Казань : Типо-лит. Имп. ун-та, 1915.

## Адреса
В Казани:
- Односторонка Третьей горы, собственный дом[2].